# Вест Мелбурн (Флорида)
Вест Мелбурн (енгл. West Melbourne) град је у америчкој савезној држави Флорида. По попису становништва из 2010. у њему је живело 18.355 становника.

## Демографија
Према попису становништва из 2010. у граду је живело 18.355 становника, што је 8.531 (86,8%) становника више него 2000. године.
| Група             | 2000.         | 2010.          |
| Белци             | 8.980 (91,4%) | 14.547 (79,3%) |
| Афроамериканци    | 138 (1,4%)    | 903 (4,9%)     |
| Азијати           | 204 (2,1%)    | 915 (5,0%)     |
| Хиспаноамериканци | 377 (3,8%)    | 1.653 (9,0%)   |
| Укупно            | 9.824         | 18.355         |